# Schloss Vysoký Hrádek

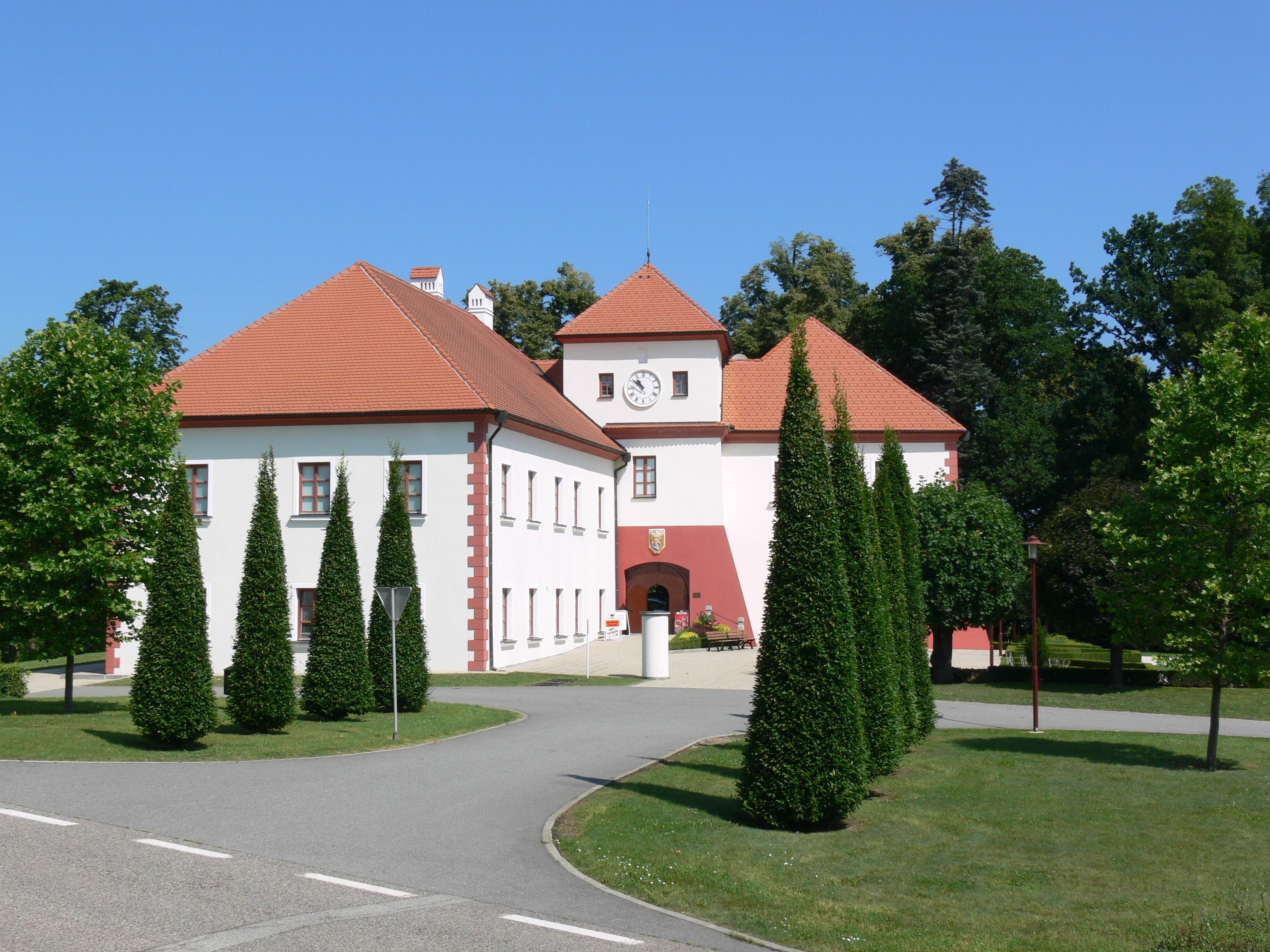
Schloss Vysoký Hrádek

Das Schloss Vysoký Hrádek (deutsch Hohen-Hradek, auch Hoch-Hradek) ist ein Renaissance-Schloss in der Region Südböhmen in Tschechien. Es befindet sich in der Gemeinde Temelín am nordöstlichen Eckpunkt des Areals des Kernkraftwerkes Temelín und beherbergt seit 1997 das Informationszentrum des Kernkraftwerkes.

## Geographie
Vysoký Hrádek liegt in den südlichen Ausläufern der Písecké hory (Píseker Berge) an der Straße II/105 zwischen Týn nad Vltavou und Hluboká nad Vltavou. Es gehört zum Kataster Březí u Týna nad Vltavou. Nordwestlich des Schlosses befindet sich 
Křtěnov.

## Bauwerk
Der eingeschossige zweiflügelige Bau mit Strebepfeilern wird nördlich von einem Park mit zwei Teichen umgeben. Beide Flügel sind durch einen zweigeschossigen gedrungenen Torturm verbunden. Über dem Portal ist das Wappen der Malovec von Malovice mit der Inschrift  WM (Wenceslaus Malowetz) und der Jahreszahl 1805 angebracht.

## Geschichte
Besitzer der Höfe Hrádek, Knín und Býšov waren im 14. Jahrhundert die Vladiken von Březí. In dieser Zeit erfolgte der Ausbau des Hofes zur Feste. Die erste schriftliche Erwähnung der Feste erfolgte 1367, als nach dem Tode des Albert von Březí das Erbe unter seinen drei Söhnen Svatomír, Smil und Bušek aufgeteilt wurde, wobei Svatomír die Feste Hrádek erhielt. Nachdem das Vladikengeschlecht von Březí nach den Hussitenkriegen erloschen war, erbten die mit ihnen verwandten Vladiken von Býšov das Gut Hrádek. Als Besitzer sind 1440 Oldřich von Býšov und zwischen 1507 und 1517 Jindřich von Býšov nachweislich, die gelegentlich auch das Prädikat von Březí verwendeten. 1520 erwarben Johann und Nikolaus Rendl von Uschau das Gut Hradek. Diese verkauften es 1526 an Jan Nebřehovský von Nebřehovice. Im Jahre 1556 kaufte Zikmund Malovec von Malovice das Gut von Ondřej Nebřehovský von  Nebřehovice auf Pyšely. Unter Václav Malovec Liběšický auf Chvalešovice erfolgte zu Beginn des 17. Jahrhunderts der Umbau der Feste zu einem Renaissanceschloss. Im Jahre 1805 ließ Václav Malovec, der Vysoký Hrádek 1790 geerbt hatte, das Schloss umgestalten. Franz Malowetz von Cheynow und Winterberg verkaufte das Gut am 15. Jänner 1825 an Josef Hirsch und seine Frau Barbara, geborene Baronin Lipowsky.
Im Jahre 1840 umfasste das Gut Hohen-Hradek, auch Hoch-Hradek bzw. Hradek-Březy eine nutzbare Fläche von 1570 Joch 352 Quadratklaftern und hatte 759 überwiegend tschechischsprachige Einwohner, darunter 3 Israelitenfamilien. Die Herrschaft bewirtschaftete einen Meierhof in Březy, der Hof Podhay war emphyteutisiert. Zum Gut gehörten der Große Wald und der Wald Zapowědey, die ein Forstrevier bildeten, die zur Filialkirche des hl. Prokop in Křtěnow gepfarrten Dörfer Březy (Březí u Týna nad Vltavou), Křtěnow (Křtěnov) und Podhay (Podhájí) sowie ein Haus von Temelinetz (Temelínec). Im Schloss befanden sich eine der hl. Anna geweihte Hauskapelle sowie die Kanzlei des Wirtschaftsamtes. Bis zur Mitte des 19. Jahrhunderts bildete Hohen-Hradek immer ein landtäfliges Gut.
1882 verkaufte Josef Hirsch d. J. das Gut Hohenhradek für 148.000 Gulden an Václav und Anežka Wenzel. Sie verkauften im Jahre 1894 das 328 ha umfassende Gut mit einem Hof und der Brennerei an Josef Sailer. Nachfolgende Besitzer waren ab 1914 die Familie Kovář, danach wechselten ab 1926 die Besitzer in rascher Folge. 1933 erwarben die Eheleute Václav und Jindřiška Diviš das Gut. 
Im Zuge der Bodenreform von 1948 wurde Jindřiška Divišová enteignet und das Gut verstaatlicht. Während der kommunistischen Herrschaft wurden das Schloss und der Park durch die JZD verwüstet. Schließlich wurde es von der Liste historischer Denkmale gestrichen. Nach dem Auszug der JZD im Zusammenhang mit der Auflösung der Dörfer Temelínec, Březí und Křtěnov für den Bau des Kernkraftwerkes Temelín diente das Schloss ab 1986 als Werksküche, Büro und Kindergarten. Zwischen 1987 und 1989 erfolgten eine Neueindeckung des Daches und weitere Instandsetzungen durch Denkmalschützer mit dem Ziel einer Nutzung des Schlosses als Depot des Städtischen Museums Týn nad Vltavou. Diese Pläne wurde wegen der häufigen Schäden durch Vandalismus aufgegeben.
Nach der Samtenen Revolution ging Vysoký Hrádek in Restitution an die Familie Diviš zurück. Von dieser kaufte die ČEZ 1994 das ruinöse Schloss auf und sanierte es. Seit 1997 befindet sich darin das Informationszentrum des Kernkraftwerkes Temelín (Informační centrum Jaderné elektrárny Temelín). Der Park ist von April bis Oktober öffentlich zugänglich.

## Informationszentrum des Kernkraftwerkes Temelín
Das Informační centrum Jaderné elektrárny Temelín (IC JETE) wurde 1991 durch den Betreiber des Kernkraftwerkes ČEZ a. s. zur Information der Öffentlichkeit über das Kraftwerk sowie über Kernkraft, Energietechnik und Physik eingerichtet. 1997 zog das IC JETE in das Schloss Vysoký Hrádek um. Im ersten Geschoss wurden ein Kino- und Vortragssaal, in dem Lehrfilme gezeigt werden, sowie eine Nebelkammer eingerichtet. Außerdem besteht eine kleine Ausstellung zur Geschichte des Schlosses.